# Patrick Kos
Patrick Kos (Alkmaar, 21 september 1986) is een Nederlands baanwielrenner. Zijn sterkste onderdeel is het stayeren. Op 17 september 2011 werd hij met gangmaker Willem Fack in Neurenberg Europees kampioen.
Patrick Kos in de zoon van oud-wereldkampioen stayeren René Kos.

## Overwinningen
2009
 Nederlands kampioen stayeren (baan), Elite
2010
 Nederlands kampioen stayeren (baan), Elite
2011
Europees kampioen stayeren (baan), Elite
2014
1e en 2e etappe Ronde van Kameroen
Puntenklassement Ronde van Kameroen
Easter · Gottlieb · Kline · Kos · Lyons · Maia · Mauch · McCutcheon · Meacham · Noonan · Ratzell · Schaeffer